# Nemoria saturiba
Nemoria saturiba là một loài bướm đêm trong họ Geometridae.

## Hình ảnh

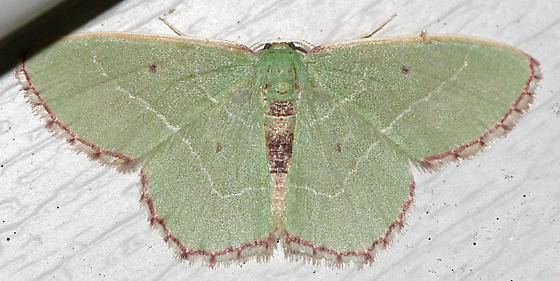